# Esselunga
Esselunga est une société et une enseigne de distribution italienne exploitant des surfaces de  ventes sur le territoire italien.
C'était la première chaîne de supermarchés en Italie à introduire les achats en ligne et les produits bio autoproduits.
Elle exploite 132 points de vente essentiellement au format supermarché.
Bernado Caprotti, son fondateur, est l'inventeur du supermarché italien.
Esselunga appartenait entièrement à Bernardo Caprotti jusqu'à sa mort en 2016. Dans son testament, Bernardo Caprotti a légué 66,7% d'Esselunga à sa seconde épouse Giuliana Albera et leur fille Marina Sylvia, et 16,7% à chacun de ses enfants issus de son premier mariage, son fils Giuseppe Caprotti et sa fille Violetta.